# ポケモンの一覧 (298-342)
ポケモンの一覧（ポケモンのいちらん）は、ゲームソフト『ポケットモンスターシリーズ』に登場する架空の生物「ポケットモンスター（ポケモン）」の一覧。本項では全1025種のうち、『ポケットモンスター ルビー・サファイア』から登場し、シリーズ共通の全国ポケモン図鑑において298から342までの番号を付与されている種を掲載する。

## ルリリ
| 分類: みずたまポケモン         | タイプ: ノーマル/ フェアリー | 高さ: 0.2m   | 重さ: 2.0kg    |
| 特性: あついしぼう/ ちからもち | かくれ特性: そうしょく       | 進化前: なし | 進化後: マリル |

マリルの進化前の姿。尻尾の先端の玉と体の大きさが同じである。この玉には養分が大量に詰まっており、言わば卵黄の様な栄養源としての役割を持つ。この玉にはまた弾力性があり、戦闘時には武器として、マリル同様浮き袋としても機能する。ディグダ、ネイティ、バチュル等と並び身長の低いポケモンの一種。
性別比は1･3でメスが多い（マリル、マリルリは1･1）。その為、第5世代（ブラック2・ホワイト2）まではルリリとマリルの性別比が異なる為、進化する際、3分の1の確率でルリリのメスがマリルのオスに性転換してしまうバグがあったが、XY（第6世代）からは性転換が起きないように修正された（性別比は変わらないままだが）。
『ポケットモンスター X・Y』からは、フェアリータイプが新たに追加された。
アニメシリーズでは2001年短編『ピカチュウのドキドキかくれんぼ』に登場（声 - 川田妙子）するなど、ホエルコ、カクレオンと並んで、『ルビー・サファイア』初登場ポケモンの中では最も初期に発表された。その後、サイドストーリーの『ミレニアムタウン編』の短編作品の一つにマリルリの姪っ子として登場。声優はKAORI。また、カスミのポケモンとしても登場している。声優は林原めぐみ。

## ノズパス
| 分類: コンパスポケモン     | タイプ: いわ             | 高さ: 1.0m   | 重さ: 97.0kg       |
| 特性: がんじょう/ じりょく | かくれ特性: すなのちから | 進化前: なし | 進化後: ダイノーズ |

青い体のモアイ像に似た外見をしたポケモン。赤色の大きな鼻は強力な磁石になっており、それゆえノズパスは常に北を向き、ノズパスの鼻同士が磁力によって反発し合うため、互いの顔を見ることができない。ノズパスの鼻の指す方向を見て方角を確かめる旅人もいると言われている。野生のものは全く動かないと思われるが、実は一年間に1cmずつ移動している。磁力を放つ鉱物を好むメタングによく狙われている。
「でんじほう」「でんじは」などでんき技を多く覚えることができる。
『ルビー・サファイア』「オメガルビー・アルファサファイア」ではカナズミシティのジムリーダー・ツツジが、「サン・ムーン」ではアーカラ島しまクイーンのライチが使用する。
TVアニメ版では『アドバンスジェネレーション』にてジムリーダーのツツジが使用してくる。その他、第183話ではゲストキャラのヒヨシが使用している。
第8シリーズではライジングボルテッカーズの「ブレイブアサギ号」にいるポケモンとして登場。磁石の鼻を活かしてコンパス役を務めている。声優はマードック役の三宅健太（36話にて判明）。

## エネコ
| 分類: こねこポケモン                 | タイプ: ノーマル           | 高さ: 0.6m   | 重さ: 11.0kg       |
| 特性: メロメロボディ/ ノーマルスキン | かくれ特性: ミラクルスキン | 進化前: なし | 進化後: エネコロロ |

糸目が特徴の猫のような姿をしたポケモン。動く物を見ると興味を示し、なりふり構わず追い掛けまわす習性を持ち、自分の尻尾でも追いかけることがある。その可愛さからペットとしての人気が高い。野生は樹木の穴に暮らしている。メスが多く、性別比は1：3。
『ルビー・サファイア』では使用すると野生のポケモンから逃げられる「エネコのしっぽ」というアイテムが存在する。
TVアニメ版では『アドバンスジェネレーション』にてハルカのポケモンとして登場。落ち着きのない性格上でよくボールから勝手に出る。声優は林原めぐみ。

## エネコロロ
| 分類: おすましポケモン               | タイプ: ノーマル           | 高さ: 1.1m     | 重さ: 32.6kg |
| 特性: メロメロボディ/ ノーマルスキン | かくれ特性: ミラクルスキン | 進化前: エネコ | 進化後: なし |

エネコの進化形。進化前は活発だったのに対し、進化して、マイペースで気まぐれな性格になった。糸目だった目はパッチリと開いた。決まった住処を持たず自由気ままな生活を好み、汚い場所が大嫌いで、居心地の良い土地を見つけてそこを寝床とする。争いごとを好まず、他のポケモンが寝床に近寄ってきたら即座に寝る場所を変えている。夜行性で夜になると行動を開始する。その見た目から、主に流行に敏感な女性トレーナーからの人気が高く、スタイルや毛並の美しさを競うことがある。
TVアニメ版では『アドバンスジェネレーション』第60話でアヤネのポケモンとして登場。「ジョニー」というニックネームを名付けられていた。また、『ダイヤモンド&パール』85話ではアヤコの元ライバル、ユリのポケモンとして登場。

## ヤミラミ
| 分類: くらやみポケモン     | タイプ: あく/ ゴースト     | 高さ: 0.5m   | 重さ: 11.0kg |
| 特性: するどいめ/ あとだし | かくれ特性: いたずらごころ | 進化前: なし | 進化後: なし |

小柄で細身な紫色の身体にダイヤモンドのような目を持つ。胸にはルビーのような赤い宝石が付いている。背中にも赤、青、緑の宝石が浮き出ている。洞窟の奥底で静かに生活している。鋭い爪で洞窟に横穴を掘り、石や宝石を見つけてそれを食べている。外見的特徴の宝石は、長い間食べ続けてきた鉱石が体表に浮かび上がったものである。大きく裂け、牙の生え揃った口を持っている。宝石を食べるためメレシーを狙ってつけ回し、ガバイトと取り合いになることもある。
あくタイプとゴーストタイプが互いの弱点をカバーしており、『X・Y』でフェアリータイプが登場するまでは弱点のないポケモンでもあり、これは本種とミカルゲしか存在しなかった。
『ルビー・サファイア・エメラルド』『オメガルビー・アルファサファイア』では四天王のフヨウが使用する(『オメガルビー・アルファサファイア』ではメガシンカする)。「サン・ムーン」ではウラウラ島しまキングのクチナシとキャプテン兼四天王のアセロラが使用する。『スカーレット・バイオレット』ではスター団あく組チーム・セギンのしたっぱたちが団ラッシュで使用する。
また、『ポケモングローバルリンク』では、彼をメインに据えたミニゲーム『ヤミラミと宝石を集めよう！』が存在する。
『オメガルビー・アルファサファイア』以降では、「メガヤミラミ」へとメガシンカを遂げる。
メガヤミラミ
胸の宝石がメガシンカエネルギーの集中によって、本体以上に巨大サイズとなり体から分離する。この宝石はサイズとともに、あらゆる攻撃を受けても傷つかない硬度を誇り、本体はこの宝石を盾のようにかまえた体制をとっている。なお本体も、両目の宝石が赤く変色し、牙は金色に輝き、触角は側頭部のものが大型化、背中の宝石の数が増え、額に小さな宝石が追加するなどの細かい変化が見られる。なお胸の宝石が巨大化したためか、体重は150kg弱にまで増加している。攻撃の度に離れる度に宝石が倒れそうになるため、宝石の周囲だけでしか戦えない。アニメ版のおまけコーナーである「マノンのメガシンカ絵日記」によれば、この宝石はダメージを受ける度に小さくなりその宝石をメガヤミラミ本人が食べると元に戻るらしい。
メガシンカによって特性が「マジックミラー」に変化。能力は「すばやさ」が下がる代わりに、「ぼうぎょ」「とくこう」が上昇し、メガシンカ前とはかわって単体での攻撃向きのスペックとなる。
TVアニメ版では『アドバンスジェネレーション』29話に登場。サイドストーリーではロケット団のヤマトのポケモンとして登場する。このヤミラミは実力は高いが泳ぎが苦手という弱点も持っている。劇場版においては、『神速のゲノセクト』ではポケモンヒルズに住むポケモンの一匹として、『機巧のマギアナ』ではジャービスのポケモンとして登場した。
第8シリーズではロイのライバル・ウルトのパートナーとして登場。メガヤミラミにメガシンカが可能。声優はライジングボルテッカーズのメンバー・オリオ役の佐倉綾音。
『ポケモン☆サンデー』にてゴルゴ所長の愛用ポケモンとして使われるが、2008年12月7日放送のバトルで負けて交換された後、2009年4月12日放送のラストに着ぐるみとして登場。以降はミニコーナー「今週のヤミラミ」に登場するのが中心で、スタジオでの出演は不定期であり、ポケサンメンバーにイタズラをする程度である。『ポケモンスマッシュ』でも登場。声優は下屋則子。

## クチート
| 分類: あざむきポケモン       | タイプ: はがね/ フェアリー | 高さ: 0.6m   | 重さ: 11.5kg |
| 特性: いかく/ かいりきバサミ | かくれ特性: ちからずく     | 進化前: なし | 進化後: なし |

洞窟に生息するポケモン。二足歩行の人型であるが、頭頂部からはツノが変化した大きな牙の生えたアゴが生えている。このアゴは鋼でできた強固なものであり、普段は体の後ろに隠している。かわいらしい顔と愛嬌ある仕草に相手が油断していると、突然振り向いて鉄骨をも喰いちぎるほどの強烈なアゴ力でガブリと噛み付いてくるので危険。噛み付くと絶対放さない。この習性からあざむきポケモンの異名を取るが、あくタイプではなくれっきとしたはがねタイプ。このアゴからも食物の摂取は可能だが、味覚が無いため苦手な物を食べる際にのみ使用され、食物の摂取は基本的に顔の口で行っているのがポケパルレにて確認できる。
『ポケットモンスター X・Y』からは、フェアリータイプが新たに追加され、「メガクチート」へとメガシンカを遂げる。
トレーナーでは「X・Y」でジムリーダーのマーシュ、「ソード・シールド」でジムリーダーのポプラ及び彼女の後任のジムリーダーとなったビートが使用する。
メガクチート
後頭部の大アゴ状のツノが2本となり、これらはそれぞれ意思があるかのように自在に動かす事が可能。身体も少し大型化し、両腕は小袖、下半身は袴のような形状となり、巫女装束をまとったような外観となっている。外見の割に攻撃的。
ステータスはこうげき・ぼうぎょ・とくぼうの3つが上昇し、特にぼうぎょ・とくぼうが大きく上昇する。一方でこうげきの上昇は他2つに比べると抑えめではあるが、メガシンカによって特性が「ちからもち」に変化、これによりこうげき数値が実質さらに2倍となっているため、単純なステータス上昇では測れない強化を果たしている。
TVアニメ版では『アドバンスジェネレーション』105話に登場。声優は西村ちなみ。

## ココドラ
| 分類: てつヨロイポケモン     | タイプ: はがね/ いわ     | 高さ: 0.4m   | 重さ: 60.0kg   |
| 特性: いしあたま/ がんじょう | かくれ特性: ヘヴィメタル | 進化前: なし | 進化後: コドラ |

鋼鉄の皮膚で全身を覆われているポケモン。頭部が胴体に比べ少し大きい。胴体部はカメ、頭部はラグビーボールのような形をしている。進化系のコドラやその最終進化系のボスゴドラに比べとても小さいが、体重はそこそこ重い。鉄が大好物で、山に生息し鉄鉱石を掘り出して食べるが、希に山の麓から降りて、人間が作った鉄道のレールや鉄橋などの人工物を食べてしまうこともある。また進化する時に新しい鎧ができ、取れた鎧は鉄製品の材料として利用される。体当たりはダンプカーを一撃で破壊するほどの威力を持つ。爪や尻尾はないが、レベルアップで「メタルクロー」や「アイアンテール」を覚える。
TVアニメ版では『アドバンスジェネレーション』第23話に登場。多数のココドラが洞窟内でサトシたちを執拗に追い掛け回した。またダイゴのパートナーとしても登場し、「ほえる」で野生のココドラたちを追い払う活躍を見せた。声優は吉原ナツキ。

## コドラ
| 分類: てつヨロイポケモン     | タイプ: はがね/ いわ     | 高さ: 0.9m       | 重さ: 120.0kg      |
| 特性: いしあたま/ がんじょう | かくれ特性: ヘヴィメタル | 進化前: ココドラ | 進化後: ボスゴドラ |

ココドラの進化形。進化してココドラよりも体躯が大きくなり、顔つきも多少変化している。石や水に含まれる鉄分を多く取ることで、鋼の体を鍛える。湧き水や鉄鉱石がある山の付近に巣作りする。時折、鉄を取りに来た人間や別の場所からやってきた他のコドラと争いごとになることがあるという。縄張り争いをするコドラ同士がぶつかることで、その音が数キロ先まで届く。そのため身体をよく見ると傷やへこみがある。鋼の体を岩に激突させて火花を起こし強さをアピールする習性がある。
TVアニメ版では『アドバンスジェネレーション』にてルイボスタウンのポケモンコンテストで、ママさんコーディネーターのツキコのポケモンとして登場、ハルカのフシギダネに勝利。また、サトシのライバル・シンジの手持ちとしても登場、ジンダイのレジアイスとバトル。「てっぺき」で防御したものの「れいとうビーム」で凍らされそのまま「でんじほう」を食らい敗北した。その後、シンオウリーグにてボスゴドラに進化する。

## ボスゴドラ
| 分類: てつヨロイポケモン     | タイプ: はがね/ いわ     | 高さ: 2.1m     | 重さ: 360.0kg |
| 特性: いしあたま/ がんじょう | かくれ特性: ヘヴィメタル | 進化前: コドラ | 進化後: なし  |

コドラの進化形。四足歩行であったココドラとコドラから、二足歩行に変化した。全身はさらに頑丈な鋼鉄でできた鎧状の外殻に覆われており、尾が進化前から大幅に延長された。頭部には角竜類のような鉄でできた二本の角が生えており、鉱物を掘り出すのみならず武器としても使う。この角の長さだけで個体ごとの年齢が判別できる。ボスゴドラがいる山をまるごと縄張りとしており、勝手に侵入しただけで手加減なく敵を攻撃してくる。傷だらけのボスゴドラほど戦い慣れているため侮れないと言われている。自分の縄張りを大切にしており、天災などで山が荒れると自ら土の補充や植林などを行う。周りを気にせず戦う相手を選び容易く山を崩す、太太しい性格のバンギラスとは性質がほぼ逆である。大昔、ボスゴドラの強さに肖り、頭の形をした兜を被った王もいる。
ポケモンの中ではツボツボに次いで防御力が高いが、特防は低い。
『ルビー・サファイア』に登場するチャンピオンのダイゴが使用するほか、『プラチナ』ではしょうぶどころにてミオジムジムリーダー・トウガン、『ブラック2・ホワイト2』ではイッシュ地方チャンピオンのアイリス、「ソード・シールド」で元ジムリーダーのピオニーが使用する。
TVアニメ版では『アドバンスジェネレーション』第22話にてダイゴの手持ちとして初登場。ココドラたちの住む洞窟を荒らすロケット団に激怒したダイゴが繰り出し、ロケット団を「はかいこうせん」で撃退した。その威力はかなりの物であまりの迫力にサトシたちでさえ感心するほどだった。『2019年版』では同じ個体か不明だがマスターズトーナメント一回戦でサトシのウオノラゴンを「ヘビーボンバー」で倒したが、ゲンガーの「おにび」でやけど状態にされ体力を消耗し敗北。『ダイヤモンド&パール』のシンオウリーグではシンジのコドラが進化して登場。「きんぞくおん」でかく乱したり「すてみタックル」の反動ダメージを特性「いしあたま」で受け流すことによってサトシのピカチュウやゴウカザルを圧倒したものの、ゴウカザルの「フレアドライブ」でやけど状態にされ「マッハパンチ」で敗北する。他にもゲストとして何度も登場している。
また、ANA機内で放映された「ピカチュウのなつまつり」では、鋼タイプのポケモン達が住む「はがね島」のボスとして登場。
『X・Y』からは「メガボスゴドラ」へとメガシンカを遂げる。
メガボスゴドラ
より重厚な外見となり、胴体が黒基調から白基調になる。ヨロイが付加したためか、体重は35 kg増加している。更に額の角が上を向き、両腕にも角が生える。頭の角を一時的に更に長く突出させ、そのまま頭から突撃する。その突撃の破壊力も抜群で、どんなに硬い戦車でもペシャンコにするほどだという。メガシンカ中はいわタイプが外れ、はがねのみの単体タイプとなり、特性は「フィルター」に変化する。防御力が格段に上がり、ツボツボと対等の防御力となった。

## アサナン
| 分類: めいそうポケモン | タイプ: かくとう/ エスパー | 高さ: 0.6m   | 重さ: 11.2kg       |
| 特性: ヨガパワー       | かくれ特性: テレパシー     | 進化前: なし | 進化後: チャーレム |

人間に似た姿をしたポケモン。山奥でヨガパワーを高めるための修行をしている。瞑想することで精神力を高め、宙を浮遊することができる。耳の位置が、♂の方が♀より高い位置にある。
TVアニメ版では『アドバンスジェネレーション』第30話でムロシティのジムリーダー・トウキの一番弟子を自称するバトルガール・シノブの手持ちとして登場。『ダイヤモンド・パール』ではジムリーダー・スモモのポケモンとして登場。「ねんりき」や「みきり」で相手を翻弄することでサトシのムクバードやヒコザルを苦しめるも、ムクバードの「ブレイブバード」で敗北する。

## チャーレム
| 分類: めいそうポケモン | タイプ: かくとう/ エスパー | 高さ: 1.3m       | 重さ: 31.5kg |
| 特性: ヨガパワー       | かくれ特性: テレパシー     | 進化前: アサナン | 進化後: なし |

アサナンの進化形。人間に近い姿をしており、下半身はハーレムパンツを履いた様に膨らんでいる。女性的な外見だが、オスとメスの両が方存在しており、オスの方が頭の突起が大きい。ヨガの修行を積み、瞑想を続けることで第六感が発達している。細身の体を持つが、踊るような優雅な動きから強烈な攻撃を繰り出す。
『ダイヤモンド・パール』ではキッサキシティのジムリーダーであるスズナがメスの個体を、ポケモンリーグの四天王の一人であるゴヨウがオスの個体を使用する。なお、『プラチナ』ではスズナの方はイノムー（再戦ではマンムーに進化）を、ゴヨウの方はエルレイドをそれぞれチャーレムの代わりに使用している。リメイク作である『ブリリアントダイヤモンド・シャイニングパール』でも同様にスズナとゴヨウが初戦で使用するが、再戦時は『プラチナ』と同様にスズナの方はマンムーを、ゴヨウの方はエルレイドをそれぞれ使用している。『スカーレット・バイオレット』ではアカデミー教師のキハダがメスの個体を使用する他、スター団かくとう組チーム・カーフのしたっぱたちが団ラッシュでオスの個体を使用する。
『ポケモン不思議のダンジョン 時の探検隊・闇の探検隊』ではサーナイト、ミミロップと共にチーム・チャームズとして登場する。『空の探検隊』ではこのチャームズを主人公にしたスペシャルエピソードが追加されている。
『X・Y』で「メガチャーレム」へとメガシンカを遂げる。
メガチャーレム
頭にはターバンのようなものがしてあり、腰のあたりに宝石のようなものがちりばめられているなど、よりインドの踊り子のような姿になった。パワーアップした精神力で気を実体化させ、布飾りのような四本の腕を作り出している。
テレビアニメ版では『アドバンスジェネレーション』にて第50話でグレースが使用し、ハルカのアゲハントに敗北した。バトルフロンティア編ではバトルアリーナのアリーナキャプテンであるコゴミが使用。サトシのカビゴンを「れいとうパンチ」で氷漬けにし「ねむる」で回復している間に「きあいパンチ」で攻撃するも回復した直後の「とびひざげり」をかわされダメージを受ける。最後はカビゴンの「はかいこうせん」によるジャンプから勢いをつけた渾身の「のしかかり」で敗北に終わる。『ダイヤモンド&パール』ではゲーム『ダイヤモンド・パール』と同様にジムリーダーのスズナのポケモンとして第127話で登場。相性の悪いサトシのムクホークとバトルし、「ねんりき」や「ほのおのパンチ」で圧倒するも、ムクホークの「インファイト」「ブレイブバード」を食らい敗北する。
テレビアニメ第8シリーズ（『リコとロイの旅シリーズ』）ではエクスプローラーズのメンバーであるアゲート（声 - 舞羽美海）のパートナーとしてオスの個体が第26話（『テラパゴスのかがやき』第1話）から変更されたオープニング映像で本編よりも先に登場し、本編では第27話（『テラパゴスのかがやき』第2話）から登場。主に戦闘用として活躍しており、ドットのウェルカモと互角に戦えるほどの実力。使用技は「サイケこうせん」「しねんのずつき」「ねんりき」。また、他にも「インファイト」らしき技も使用している。声優はエクスプローラーズのメンバーのコニア役の志田有彩。他にもエンディング映像にも登場。

## ラクライ
| 分類: いなずまポケモン       | タイプ: でんき       | 高さ: 0.6m   | 重さ: 15.2kg       |
| 特性: せいでんき/ ひらいしん | かくれ特性: マイナス | 進化前: なし | 進化後: ライボルト |

ライオンの子供の様な姿。空気との摩擦で電気を作り出し、後ろに尖るように延びた長いたてがみに電気エネルギーを溜め込んでいる。足の筋肉を電流で刺激することで、目にも止まらぬ速さで疾走する。疾走した周囲には静電気が発生する。
TVアニメ版では『アドバンスジェネレーション』にてジムリーダー・テッセンのポケモンとして登場。再登場した時にライボルトに進化した。また『ダイヤモンド&パール』第42話では訓練センターで発電所向けに複数が育てられていた。

## ライボルト
| 分類: ほうでんポケモン       | タイプ: でんき       | 高さ: 1.5m       | 重さ: 40.2kg |
| 特性: せいでんき/ ひらいしん | かくれ特性: マイナス | 進化前: ラクライ | 進化後: なし |

ラクライの進化形。ライオンのような姿をしている。鬣から電気エネルギーを常に放出し、空気中の電気を鬣に集めることによって雷雲を作り出す能力を持つ。人前には滅多に姿を見せず、落雷が発生した場所を住居としている。でんきタイプの技のみならず、「かえんほうしゃ」や「オーバーヒート」などほのおタイプの技も多く覚える。
『エメラルド』ではキンセツシティのジムリーダーであるテッセンが切り札として使用する。『ハートゴールド・ソウルシルバー』ではクチバジムリーダーのマチスも強化後に使用する。
『X・Y』からは「メガライボルト」へとメガシンカを遂げる。
メガライボルト
頭部のたてがみが尻尾に至るまで巨大になり、稲妻を連想させる形状となった。その瞬発力は落雷に匹敵する速さであるという。特性は「いかく」に変わる。
TVアニメ版では『アドバンスジェネレーション』にてゲーム『エメラルド』と同様にキンセツシティのジムリーダーであるテッセンのラクライが進化して登場。また、『ダイヤモンド&パール』では第42話にて訓練センターで新人ブリーダーであるユースケが育成を担当していたラクライがライボルトに進化した。『XY』ではカロス地方のジュンサーが使用する。

## プラスル
| 分類: おうえんポケモン | タイプ: でんき         | 高さ: 0.4m   | 重さ: 4.2kg  |
| 特性: プラス           | かくれ特性: ひらいしん | 進化前: なし | 進化後: なし |

ウサギのような姿で、耳の部分が赤くなっており、赤い頬やしっぽにプラス (+) のマークが付いている。仲間を応援する習性があり、全身から火花を散らして応援する。
『ルビー・サファイア』で初登場。マイナンとコンビで出すと特性「プラス」によってそれぞれのわざの威力が上がる。
存在としても、『ルビー・サファイア』『ブラック・ホワイト』の入手方法としても、マイナンとは対をなすポケモンである。
種族値はマイナンと同じだが、マイナンと比べると攻撃面が高く防御面が低い。
TVアニメ版では『アドバンスジェネレーション』38話と52話で登場の少年・カズチのポケモンとしてマイナンとともに登場。声優は川瀬晶子。また、155話、171話、172話では、ポケモンレンジャーのヒナタのパートナーとして登場。声優は半場友恵。『ダイヤモンド&パール』ではウララの手持ちポケモンとしてマイナンとともに登場。声優は堀口あすか。『2019年版』では便利屋のポケモンとして登場。声優は主題歌を担当する、からあげ姉妹の松村沙友理が担当。

## マイナン
| 分類: おうえんポケモン | タイプ: でんき       | 高さ: 0.4m   | 重さ: 4.2kg  |
| 特性: マイナス         | かくれ特性: ちくでん | 進化前: なし | 進化後: なし |

ウサギのような姿で、耳や頬が青く、頬や尻尾にマイナス (-) のマークが付いているといった特徴がある。プラスルと同じように他者を応援する習性があるが、仲間が負けそうになると激しく火花を出して応援する点でプラスルと異なる。水に弱い。
『ルビー・サファイア』で初登場。プラスルとコンビに出すと特性によってそれぞれの威力が上がる。
存在としても、『ルビー・サファイア』『ブラック・ホワイト』の入手方法としても、プラスルとは対をなすポケモンである。
種族値はプラスルと同じだが、プラスルと比べると防御面が高く攻撃面が低い。
TVアニメ版では『アドバンスジェネレーション』38話と52話に登場の少年・カズチのポケモンとしてプラスルとともに登場。声優は比嘉久美子。また、『ダイヤモンド&パール』ではウララの手持ちポケモンとしてプラスルとともに登場。声優は米澤円。『2019年版』では便利屋のポケモンとして登場。声優はプラスル同様に主題歌を担当する、からあげ姉妹の生田絵梨花が担当している。

## バルビート
| 分類: ほたるポケモン         | タイプ: むし               | 高さ: 0.7m   | 重さ: 17.7kg |
| 特性: はっこう/ むしのしらせ | かくれ特性: いたずらごころ | 進化前: なし | 進化後: なし |

ホタルに似た姿と能力を持つ。♂のみ存在し、♀のみのイルミーゼとは対をなす存在。イルミーゼが放つ甘い香りに引き付けられる習性を持つ。羽があるが、ひこうタイプは持たない。
『ルビー・サファイア』『ブラック・ホワイト』での入手方法や出現率においてもイルミーゼとは対をなす。
イルミーゼと比べて攻撃が高く特効が低い。
劇場版では『ピカピカ星空キャンプ』にて、ソーナノやヨマワルと共にゲームに先駆けて登場している。声優は山口勝平。TVアニメ版では『アドバンスジェネレーション』第42話にロミオのポケモンとして登場。第80話では空中競技ポケリンガの前大会の優勝者・ボルトが使っている。第117話ではセキチクシティのセキチク駅近くにあるモミの木でイルミーゼとともに求愛ダンスをする場面がある。

## イルミーゼ
| 分類: ほたるポケモン       | タイプ: むし               | 高さ: 0.7m   | 重さ: 17.7kg |
| 特性: どんかん/ いろめがね | かくれ特性: いたずらごころ | 進化前: なし | 進化後: なし |

ホタルに似た姿と能力を持つ。♀のみ存在し、♂のみのバルビートとは対をなす存在。夜行性で種特有の芳香性誘引物質でバルビートを引き寄せる。明滅発光により描かれる幾何学図形で仲間とコミュニケーションをとることができる。また、これらの意味を研究する学者もいる。
『ルビー・サファイア』『ブラック・ホワイト』での入手方法においてもバルビートとは対になっている。
バルビートと比べて特攻が高く攻撃が低い。
TVアニメ版では『アドバンスジェネレーション』第42話にジュリエのポケモンとして登場。ロミオが持つ3匹のバルビート達とダンスショーの練習をしていた。また第117話ではセキチクシティのセキチク駅近くにあるモミの木でバルビートとともに求愛ダンスをする場面がある。

## ロゼリア
| 分類: いばらポケモン             | タイプ: くさ/ どく       | 高さ: 0.3m       | 重さ: 2.0kg        |
| 特性: しぜんかいふく/ どくのトゲ | かくれ特性: リーフガード | 進化前: スボミー | 進化後: ロズレイド |

スボミーの進化形（『ダイヤモンド・パール』以降）で、バラのような外見をしたポケモン。頭には3つのとげ、右手に赤いバラ、左手に青いバラを持つ。そのバラには毒が含まれており、触ると毒に侵される。♀は、真正面の葉っぱが♂のものより長い。
『ポケットモンスター ルビー・サファイア』の時点では進化前、進化後とも存在しなかったが、『ダイヤモンド・パール』より進化前にスボミー、進化後にロズレイドが同時に登場した。ロゼリアに「ひかりのいし」を使うとロズレイドに進化する。
TVアニメ版では『アドバンスジェネレーション』ではシュウのポケモンとして登場。また、『ダイヤモンド&パール』第4話でナオシの手持ちポケモンであるスボミーがバトル中に進化した。

## ゴクリン
| 分類: いぶくろポケモン       | タイプ: どく             | 高さ: 0.4m   | 重さ: 10.3kg       |
| 特性: ねんちゃく/ ヘドロえき | かくれ特性: くいしんぼう | 進化前: なし | 進化後: マルノーム |

緑色のやや潰れた球形の体に突き出した唇、丸い2本指の手を持つポケモン。頭部には黄色い鳥の羽のような形のものがあり、背中には黒い四角形の模様がある。顔文字のような顔が特徴的。体の大部分が胃で構成されており、脳や心臓などの器官は非常に小さい。特殊な胃液により、鉄などのあらゆるものを消化する。この時、強烈な悪臭を放つガスが発生する。
TVアニメ版では『アドバンスジェネレーション』で登場。何話かで大量発生し、町を襲い食料を奪う。ゴクリン研究家のシャクジイ博士の発明品によって巨大化し、同じく巨大化したサトシのキモリと怪獣映画さながらの市街戦を展開する。キモリが元の大きさに戻った後にヘビーボールでゲットされたものの、巨大化は治っておらず、シャクジイ博士は元に戻す方法を見つけると誓った。声優は松本美和。第7シリーズではロケット・ガチャットのポケモンとして登場。ペリッパーがイタズラでガチャットに触ったせいで大量に出てきてしまい特性「ねんちゃく」によって巨大な塊となってしまう。サトシとゴウが「いえき」（本人たちは「イエーイ」のつもり）を指示したことで解放された。
『大乱闘スマッシュブラザーズX』ではモンスターボールから登場する。近くの敵ファイターを「のみこむ」と、体内で連続ダメージを与えた後に吐き出す。飲み込まれたファイターに外から追い撃ちすることも可能。

## マルノーム
| 分類: どくぶくろポケモン     | タイプ: どく             | 高さ: 1.7m       | 重さ: 80.0kg |
| 特性: ねんちゃく/ ヘドロえき | かくれ特性: くいしんぼう | 進化前: ゴクリン | 進化後: なし |

ゴクリンの進化形。体色は紫色に変わり、ナマズのような髭が生える。胴回りには黒い四角形の模様がある。足を持たず、這うように移動する。歯を持たないため、タイヤなどあらゆる物を丸呑みし、消化する。中でも毒のあるものが大好物で、毒素の成分が含まれる水はマルノームにとってはごちそう。また、どくタイプのポケモンを捕食する場合もある。毛穴からは猛毒を持つ体液を分泌し、これにより獲物を弱らせ捕食する。この世で溶かせないのは唯一「自身の胃袋」だけと言われている。
『プラチナ』や『ハートゴールド・ソウルシルバー』では「Wi-Fiひろば」で遊べるミニゲームの1つに、きのみを回転するマルノームの口に投げ入れて高得点を競い合う「ばくばくマルノーム」がある。また、『ハートゴールド・ソウルシルバー』では強化後の四天王・キョウが使用する。「スカーレット・バイオレット」ではアカデミー教師のジニアが使用する。
TVアニメ版では『アドバンスジェネレーション』にてポケモンコンテスト・グランドフェスティバルの出場者の一人、トンペイが使用した。そのほか、『ダイヤモンド&パール』第66話ではシンジの兄であるレイジの手持ちポケモンとして登場し、サトシのムクバードとバトル。「たくわえる」で攻撃を受け流してからの「はきだす」のコンボで勝利する。
漫画『ポケットモンスターSPECIAL』の第10巻以降の作画担当である山本サトシが自画像代わりに用いている。これは第4章・ルビー・サファイア編から使用されており、それ以前はヤドンが使用されていた。なお、シナリオ担当の日下秀憲はマルマインを自画像代わりに使用しており、第6章・エメラルド編ではこの2匹がタッグを組んでバトルに臨むシーンも存在する。

## キバニア
| 分類: どうもうポケモン | タイプ: みず/ あく | 高さ: 0.8m   | 重さ: 20.8kg       |
| 特性: さめはだ         | かくれ特性: かそく | 進化前: なし | 進化後: サメハダー |

ピラニアのような姿をしたポケモン。計6 本のヒレと、身体の過半数を占める大きく強靭な顎を持つ。常に集団で行動し、鋭い牙で船底をも容易く八つ裂きにし船を沈める力を持つ。「どうもうポケモン」の名の通り、縄張を荒すものは敵を容赦無く攻撃するが、1 匹だけになると急に弱腰になる。
『サファイア・エメラルド』ではアクア団の団員が多用してくる。ホウエン地方の海や一部の河川に数多く生息しているポケモンで、攻撃力と素早さのパラメータは高めだがHPと防御力が低く打たれ弱いため弱点を突かれると一撃で倒れてしまうことが多い。
アニメではサトシが熱を出したヘイガニをポケモンセンターへ運び出す時に襲うポケモンとして大群が初登場。

## サメハダー
| 分類: きょうぼうポケモン | タイプ: みず/ あく | 高さ: 1.8m       | 重さ: 88.8kg |
| 特性: さめはだ           | かくれ特性: かそく | 進化前: キバニア | 進化後: なし |

キバニアの進化形で、ホホジロザメのような姿となった。「海のギャング」の異名で恐れられ、「きょうぼうポケモン」の名前の通り凶暴なポケモン。狡賢い知能の持ち主で、お尻の穴から海水を噴射して120 キロ毎時で泳ぐが、長距離は泳げない。しかし鉄さえも噛み砕く顎のパワーを併せ持ち、たった1 匹で大型タンカーを粉砕するほどのパワー・スタミナがある。牙は折れてもすぐ生え替わる。皮膚は迂闊に触っただけで擦り傷を負うほどザラザラしているが、このザラザラが泳ぐときの水の抵抗を減らす。
『ルビー・サファイア・エメラルド』『オメガルビー・アルファサファイア』ではアクア団の幹部クラスやリーダーのアオギリが使用する(『オメガルビー・アルファサファイア』ではアオギリとウシオの個体はいずれも最終戦でメガシンカする)。また、四天王の一人であるカゲツも使用する（ただし『エメラルド』では代わりにシザリガーを使用）。『ブラック・ホワイト』では強化後の四天王ギーマが先鋒として繰り出してくる。『サン・ムーン』ではライドポケモンとして貸し出されており、ひでん技「なみのり」のように水上を高速で移動でき、そのままの速さでひでん技「いわくだき」のように岩を壊せる。水上版ケンタロスといった役割を持つ。
『鎧の孤島』で野生に出る個体はジョーズの如く背鰭だけ露出しながらプレイヤーを高速で追尾する。野生個体の中でもかなりのスピードで追ってくるので振り切るには巣穴や地形を盾にするか、高度な移動操作が要される。
『オメガルビー・アルファサファイア』からは「メガサメハダー」へとメガシンカを遂げる。
メガサメハダー
口中の牙が変質し、新たに数本の牙が生えた。鼻先が長くなり、その左右からそれぞれ3 本ずつ鋭い突起が伸び、ノコギリザメのようにも見える。この突起は突進などを仕掛ける際に突出し、普段は引っ込めている。体のあちこちに発生した黄色い模様は、以前の戦いの度に蓄積した傷痕とされ、メガシンカエネルギーにより浮かび上がり、疼き、それによってストレスが溜まり一層凶暴になる。メガシンカ前より更に速い、200 キロ毎時で泳ぐ。素早さが上昇し、特性は「がんじょうあご」に変化。「かみくだく」のみならず、「こおりのキバ」「どくどくのキバ」「サイコファング」の強化が望める。
TVアニメ版では『ポケットモンスター金銀編』272 話ではハヅキの回想シーンでオダマキ博士と戯れている姿が描かれた他、最終回ではラスト、ホウエン地方についたサトシを出迎えるように登場。『アドバンスジェネレーション』第19 話では夜中にムサシのハブネークのポイズンテールにより毒状態になるもタケシの看病により元気になった。また、第66話でロケット団がサメハダーをモチーフにした「サメハダーミサイル」なる武器をガイのバクオングに対して使ったことがある。ドククラゲやギャラドスなど同様、海でサトシ達を襲う立場として登場することが多い。
第8シリーズではランドウの真の姿・マイティGのパートナーとして登場。ヌオー同様、ダイブボールに入っている。マイティGを乗せて泳ぐことができ、空中から「アクアジェット」を繰り出す。陸上では胸鰭を地面に突き刺す。かつては若かりし頃のランドウ（ギンジロウ名義）が出演していた人気映画「VSサメハダー」の悪役であり、ランドウが「この頃のサメハダーは若いのう」と発言していることからかなり高齢な個体の模様。使用技は「アクアジェット」「うずしお」。

## ホエルコ
| 分類: たまくじらポケモン     | タイプ: みず             | 高さ: 2.0m   | 重さ: 130.0kg      |
| 特性: どんかん/ みずのベール | かくれ特性: プレッシャー | 進化前: なし | 進化後: ホエルオー |

クジラが球体になった様なポケモン。海水を大量に体内に溜め込み、陸上を跳ね回ることが出来る。短期間であるならば地上での生活も可能。鼻の穴が頭上に存在し、潮吹きで人を驚かせるのが好きな悪戯好きな性格。ヨワシなどを一日1トン（約900kg強-1017kg弱、正確に2000-2240lb）食べている。ホウエン地方のトクサネシティ周辺には「ホエルコウォッチング」なる観光があるらしい。パルデアには同じくクジラがモチーフで種類の近いアルクジラがいる。
『ルビー・サファイア』初出のポケモンではルリリ、カクレオンと一緒に最も初期に発表されたポケモンで、2001年公開の短編映画『ピカチュウのドキドキかくれんぼ』に先行して登場している。TVアニメ版では『アドバンスジェネレーション』第124話で登場し、ある事故で無人島に遭難した遭難者のロビンと友達になっていた。『ダイヤモンド&パール』第109話にも登場。水路を出たときにホエルオーに進化した。

## ホエルオー
| 分類: うきくじらポケモン     | タイプ: みず             | 高さ: 14.5m      | 重さ: 398.0kg |
| 特性: どんかん/ みずのベール | かくれ特性: プレッシャー | 進化前: ホエルコ | 進化後: なし  |

ホエルコの進化形。ムゲンダイナが登場するまでは全ポケモンの中で最大であった。群れでジャンプを繰り返して獲物を一点に追い込む、戦術的かつ大胆な狩りを得意とする。息継ぎをせず水深3000mの深海まで潜る事が可能。実際のクジラと同じく背中の鼻による呼吸を行う。
『ルビー・サファイア・エメラルド』では「御触れの石室」をクリアするのにキーとなるポケモンでもある。加えて『エメラルド』ではホウエンチャンピオンのミクリが使用している。『オメガルビー・アルファサファイア』でもミクリが「空の柱」での戦闘で使用し、『ブラック2・ホワイト2』ではセイガイハシティジムリーダーのシズイが使用する。また、低確率ではあるがマリンチューブの内部から泳ぐ姿を見ることができる。『ブラック・ホワイト』では連動Webサイト「ポケモンドリームワールド」にてホエルオーを操作してポケモンを打ち上げ、くす玉を割っていくミニゲームがあった。
ポケモンコロシアムやバトルレボリューションなどの対戦ゲームでは実物と同じ大きさで画面に入りきらないほどのサイズをしている。なお、『X・Y』以降の3Dビジュアルではサイズの都合上他のポケモンと大差ない大きさとなっている。
TVアニメ版では『アドバンスジェネレーション』第34話などに登場。ポケモンコンテストではニャースが変身したこともあったが、着ぐるみによるインチキがバレてしまい失格となった。
第8シリーズでは第31・32話にて六英雄のラプラスの仲間として登場。通常のホエルオーよりかなり巨大で体中に傷跡が残っている。仲間のポケモンたちを乗せる船の役を務めている。

## ドンメル
| 分類: どんかんポケモン     | タイプ: ほのお/ じめん | 高さ: 0.7m   | 重さ: 24.0kg     |
| 特性: どんかん/ たんじゅん | かくれ特性: マイペース | 進化前: なし | 進化後: バクーダ |

ラクダのような姿をしたポケモン。脚が短く、全体的に丸っこい体型をしている。体色は山吹色に近く、こぶには苔がむした様な緑色の模様がある。このこぶはメスの方が大きい。目の周りは茶色く縁どられている。外部からの衝撃には鈍感だが、空腹感には非常に敏感である。体内には1200℃のマグマを溜め込んでおり、雨や寒さでマグマが冷え固まると動作はより緩慢になる。力は強く、古くから荷物の運搬などに用いられていた。
TVアニメ版では『アドバンスジェネレーション』で初登場。53話では、ドンメルの牧場で飼育されていた。

## バクーダ
| 分類: ふんかポケモン               | タイプ: ほのお/ じめん   | 高さ: 1.9m       | 重さ: 220.0kg |
| 特性: マグマのよろい/ ハードロック | かくれ特性: いかりのつぼ | 進化前: ドンメル | 進化後: なし  |

ドンメルの進化形。火山の火口付近に生息する。ラクダ同様背中にこぶを持っているが、脚が短く、体型はカバに近い。このこぶは骨が変化したもので、進化前同様メスの方がこぶが大きい。こぶは火山となっており、怒った時に噴火し、1万℃のマグマを噴出するほか、10年毎に大噴火を起こすとされるが、この原因は判明しておらず、研究が進められている。体色は赤茶色で、胴の両脇に青い環状の模様を持つ。
『ルビー・サファイア』、『オメガルビー・アルファサファイア』ではマグマ団の幹部やリーダーのマツブサが使用する(『オメガルビー・アルファサファイア』のマツブサとカガリの個体は最終戦でメガシンカ)。『エメラルド』ではマグマ団に加えてフエンタウンジムリーダーのアスナが使用する。「スカーレット・バイオレット」では四天王のチリが使用する。
『オメガルビー・アルファサファイア』からは「メガバクーダ」へとメガシンカを遂げる。
メガバクーダ
体毛が逆立ち、2つあったこぶが1つになり更に活火山に近い形状へ変化し、体内ではマグマが常に沸き立っており、噴火口からもマグマが絶えず流動している。短気な性格で相手を威嚇するためたびたび噴火をおこす。しかし、水や湿気が極度に苦手。特性は「ちからずく」に変化。「かえんほうしゃ」や「だいちのちから」など、追加効果があり且つ扱いやすい攻撃技を多く覚えるため、特性による攻撃力増強が望める。
TVアニメ版では『アドバンスジェネレーション』にてかちぬきファミリーの祖母、ミツヨのポケモンとして登場。顔を攻撃されると手がつけられなくなるほど怒る癖があり、そうなったらもうどうにも止められない。

## コータス
| 分類: せきたんポケモン     | タイプ: ほのお             | 高さ: 0.5m   | 重さ: 80.4kg |
| 特性: しろいけむり/ ひでり | かくれ特性: シェルアーマー | 進化前: なし | 進化後: なし |

リクガメのような姿をしており、赤茶色の肌と黒い甲羅を持つポケモン。石炭をエネルギー源としており、山を掘って石炭を見つけては甲羅の空洞に入れて燃やし、力を溜め込む。コータスが住む山には良質の石炭が眠るといわれている。戦闘時には多くの石炭を燃やして力を高めるほか、黒い煙を噴き出すことで敵の目を眩ませ、逃げることもある。また、鼻の穴から煙を噴き出す時、蒸気機関車の汽笛に似た音を発する。『サン・ムーン』から第2通常特性として「ひでり」が追加された。『ソード・シールド』でも登場するが、同作初登場となる石炭のポケモンタンドンとの関係性については触れられていない。
『ルビー・サファイア・エメラルド・オメガルビー・アルファサファイア』でフエンタウンジムリーダーのアスナが切り札としている他、『X・Y』では四天王のパキラとポケモントレーナーAZが使用する。『ソード・シールド』ではジムリーダーのカブとキバナがともに特性「ひでり」の個体を先発で使用する。「スカーレット・バイオレット」ではスター団のメロコが特性「ひでり」の個体を先発で使用する。
TVアニメ版ではフエンタウンのジムリーダー・アスナの手持ちポケモンとして登場。アスナの手持ちポケモンの大将であり、「てっぺき」で攻撃を防ぎつつ、サトシのピカチュウとキモリを「オーバーヒート」で立て続けに倒したが、ヘイガニの「クラブハンマー」で目を回された所での攻撃に敗れた。サトシのポケモンとしても登場する。非常に涙脆い性格が特徴。声優は三木眞一郎。

## バネブー
| 分類: とびはねポケモン         | タイプ: エスパー         | 高さ: 0.7m   | 重さ: 30.6kg       |
| 特性: あついしぼう/ マイペース | かくれ特性: くいしんぼう | 進化前: なし | 進化後: ブーピッグ |

ことわざ「豚に真珠」を具現化したように、頭に真珠を乗せたブタのような姿をしたポケモン。頭の真珠はパールルが作ったもので、バネブーのサイコパワーを高める働きがある。脚を持たず、ばねのような尻尾で飛び跳ねて移動する。このときの振動により心臓を動かしているため、常に飛び跳ねていなければ死んでしまうという。地中に生えるキノコを好む。
TVアニメ版では『アドバンスジェネレーション』第79話で登場。頭の真珠をなくして困っているところ、サトシたちと出会う。

## ブーピッグ
| 分類: あやつりポケモン         | タイプ: エスパー         | 高さ: 0.9m       | 重さ: 71.5kg |
| 特性: あついしぼう/ マイペース | かくれ特性: くいしんぼう | 進化前: バネブー | 進化後: なし |

バネブーの進化形。脚を持たないバネブーと異なり、四肢を備え、二足で立ち上がったブタのような姿となる。紫の濃淡で彩られた体に黒真珠が散りばめられている。この黒真珠により念力を増幅させ、他のポケモンを操ったり、サイコキネシス等の超能力を使用したりする。念力使用時に踊る奇妙なステップが外国で大流行したことがあったらしい。
「ハートゴールド・ソウルシルバー」では四天王のイツキが、「ブラック2・ホワイト2」ではジムリーダーのフウとランが、「オメガルビー・アルファサファイア」ではバトルシャトレーヌのラニュイが、「スカーレット・バイオレット」ではアカデミー教師のレホールが使用する。
TVアニメ版では『アドバンスジェネレーション』においてカナタのポケモンとして登場し、ハルカのワカシャモと戦った。

## パッチール
| 分類: ぶちパンダポケモン     | タイプ: ノーマル         | 高さ: 1.1m   | 重さ: 5.0kg  |
| 特性: マイペース/ ちどりあし | かくれ特性: あまのじゃく | 進化前: なし | 進化後: なし |

うずまきのような目をしたポケモン。いつもふらふらと覚束ない足取りで相手を惑わせる。個体ごとに顔の模様（ブチ）がそれぞれ異なり、1匹として同じ模様のパッチールはいないといわれている。
TVアニメ版では『アドバンスジェネレーション』第57話にてトレーナーのケインが、ハート模様のパッチール（声 - 加藤奈々絵）を婚約者のクレアに預けていた。また、ハートが割れた模様をしたハートブレイクパッチール（声 - 西村ちなみ）も登場している。
ゲームボーイアドバンスからニンテンドー3DSで登場するパッチールのぶち模様の生成システムはNintendo Switch以降の媒体では互換性がなくなった関係により、バンクからHOMEに転送してしまうとどこの作品にも持ち出すことができない唯一のポケモンとなっている。同様の問題でPokemon GOにおけるパッチールのぶち模様の生成にも互換がないことからGO→HOME間の転送にも対応しておらず、BDSPで手に入るパッチールも同様である。

## ナックラー
| 分類: ありじごくポケモン         | タイプ: じめん         | 高さ: 0.7m   | 重さ: 15.0kg       |
| 特性: ありじごく/ かいりきバサミ | かくれ特性: ちからずく | 進化前: なし | 進化後: ビブラーバ |

アリジゴクのようなポケモンで、ぼーっとした顔立ちである。進化するとウスバカゲロウと同じように羽の生えた成虫となる。顎の筋力は岩を噛み砕くほど強いが、同時にその頭の大きさのために転倒するとなかなか起き上がれない欠点も持つ。転倒した隙にメグロコに襲われることもある。乾燥した砂漠に生息し、脱出不可能な擂鉢状の穴を作り、獲物がかかるまでその中で待機する。水は無くても、1週間程度なら持ち堪えられる。
TVアニメ版では『アドバンスジェネレーション』第106話に登場。群れで地下を掘っていた。話の終盤にビブラーバに進化した。ポケモンなりきり大会ではナエトルそっくりに仮装していた。

## ビブラーバ
| 分類: しんどうポケモン | タイプ: じめん/ ドラゴン | 高さ: 1.1m         | 重さ: 15.3kg       |
| 特性: ふゆう           | かくれ特性: なし         | 進化前: ナックラー | 進化後: フライゴン |

ナックラーの進化形。進化後のフライゴンはドラゴンに近い爬虫類的な外見だが、ビブラーバはどちらかというと昆虫のカゲロウやトンボに近い姿をしている（ただしタイプ上は「むし」ではなく「ドラゴン」であるため、ほのおタイプには強い）。2対の羽を羽ばたかせながら、超音波による振動で獲物を気絶させる。気絶したと判ったら、溶解液でとどめを刺す。羽はまだ成長途中のため長距離の飛行はできない。
じめん技は効かないが、これは特性「ふゆう」による無効化のため、相手の特性が「かたやぶり」の場合は普通にダメージを受けてしまう。
TVアニメ版では『アドバンスジェネレーション』第106話にて、大勢のナックラーが進化しロケット団の攻撃から、サトシ達を救った。

## フライゴン
| 分類: せいれいポケモン | タイプ: じめん/ ドラゴン | 高さ: 2.0m         | 重さ: 82.0kg |
| 特性: ふゆう           | かくれ特性: なし         | 進化前: ビブラーバ | 進化後: なし |

ビブラーバの進化形。昆虫に近い姿をしていたビブラーバから一転し、がっしりとした体に明確に機能が分化した手足を備えた姿となった。目は赤いカバーに覆われており、これにより砂塵から目を守っている。
翼の強烈な羽撃きにより砂塵を巻き起こして身を隠し、その際は歌声のような羽音のみしか聞こえないことから「砂漠の精霊」と呼ばれる。発生させた砂嵐の中にワルビアルを潜ませて連携をとり狩りを行う。
『ルビー・サファイア』、『オメガルビー・アルファサファイア』ではホウエン地方のポケモンリーグ四天王の1人、ゲンジが使用する。『ブラック2・ホワイト2』ではソウリュウシティのジムリーダー・シャガやエンディング後のライバルが使用する。『サン・ムーン』ではポニ島しまクイーンのハプウが使用する。『ソード・シールド』ではジムリーダーのキバナが使用する。『ブリリアントダイヤモンド・シャイニングパール』では、ポケモンリーグの再再戦（2度目の強化）で四天王のリョウが新たに使用してくる。『スカーレット・バイオレット』ではブルベリーグ四天王のカキツバタが使用する。
『X・Y』ではメガシンカポケモンの候補だったが、デザインをまとめきれなかったため選考から落ちた。なお、ホウエン地方で初登場したドラゴンタイプのポケモンの中では、唯一のメガシンカしないポケモンである。
TVアニメ版ではシュウのポケモンとして登場した他（声優は三木眞一郎）、『サン&ムーン』ではマオのウルトラガーディアンズでのライドポケモンとして登場（こちらの声優はうえだゆうじ）。ゴウのポケモンとしても登場（こちらの声優は清水理沙）。
『ポケモン☆サンデー』では、馬場隊員のフライゴンとして登場した。以後、馬場隊員の最強パートナーとなった。ニックネームは「ババイゴン」。『みんなのポケモン牧場』でも交換配信された。

## サボネア
| 分類: サボテンポケモン | タイプ: くさ         | 高さ: 0.4m   | 重さ: 51.3kg     |
| 特性: すながくれ       | かくれ特性: ちょすい | 進化前: なし | 進化後: ノクタス |

砂漠に生息する植物型のポケモンで、サボテンのような姿をしている。マラカッチとは違い、全体的に体は丸く、胴体のサイズと比較して両腕が大きく足は短い。全身にトゲが生えるが、実際のサボテンのトゲとは異なり円錐形のかなり太いものである。複数の小穴が並列し口をなすという極めて特徴的な口を持つ。頭上に黄色の花を一輪咲かせるが、住む環境が過酷なほど綺麗に咲く。
TVアニメ版ではロケット団のコジロウのポケモンとして登場。ボールから出るたびに愛情表現としてトゲだらけの腕を広げてコジロウに抱き着くのがお約束。新しい技を覚えるためにシンオウ地方のジムリーダー・ナタネに預けられた。声優は小西克幸。

## ノクタス
| 分類: カカシぐさポケモン | タイプ: くさ/ あく   | 高さ: 1.3m       | 重さ: 77.4kg |
| 特性: すながくれ         | かくれ特性: ちょすい | 進化前: サボネア | 進化後: なし |

サボネアの進化形。姿は人型のサボテンのようになり、腕や脚にはたくさんのトゲが並んでいる。頭部は四角錐形の帽子を被った様な形状をし、砂漠の中で直立するその風貌は分類の通り案山子に近い。夜行性で昼間はじっとしている。夜の砂漠をさ迷い疲れ果てた旅人を、後ろから列を成してつけ狙う。ポケモン図鑑の説明によると人間も捕食するらしい。トゲが生え揃う腕を叩きつける攻撃技「ニードルアーム」や、無数のトゲを前に向けて相手の攻撃を防ぐ「ニードルガード」を覚えるポケモンとしては少数派に部類される。
オスは胸の模様が3つあるが、メスは1つしかない。
「オメガルビー・アルファサファイア」では四天王のカゲツがオスの姿を、「スカーレット・バイオレット」ではスター団のピーニャがメスの姿を再戦時に先発として使用。
TVアニメ版では『アドバンスジェネレーション』においてハーリーのポケモンとして登場。性別はオス。

## チルット
| 分類: わたどりポケモン | タイプ: ノーマル/ ひこう | 高さ: 0.4m   | 重さ: 1.2kg        |
| 特性: しぜんかいふく   | かくれ特性: ノーてんき   | 進化前: なし | 進化後: チルタリス |

綿雲のような羽をもつ鳥型ポケモン。翼が汚れると、川で水浴びをして洗い落とすなど、きれい好きな性格をしている。餌の少ない冬を越して、春になると街の近くまで訪れることがある。人を恐れずに頭にちょこんと乗ることができる。
TVアニメ版では『アドバンスジェネレーション』第64話にて飛べないチルットが登場。最終的には飛べるようになって仲間達のもとへ帰っていった。

## チルタリス
| 分類: ハミングポケモン | タイプ: ドラゴン/ ひこう | 高さ: 1.1m       | 重さ: 20.6kg |
| 特性: しぜんかいふく   | かくれ特性: ノーてんき   | 進化前: チルット | 進化後: なし |

チルットの進化形。進化前よりも身体と翼がより大きくなり、口からは灼熱の火の玉を吐き出す。青い体と、白く綿雲のような大きく柔らかい翼が特徴で、独特の形状の翼で上昇気流を効率よく捉えて、よく晴れた日の大空へと舞い上がり、青空と綿雲に擬態しながらゆったりと飛行している。
ハミングポケモンと呼ばれるように歌うのが好きで、美しいソプラノの透き通った鳴き声で歌を歌う。この鳴き声が発するメロディは聞いた者の気分を夢心地にする程の効果を持つ。主に人里離れた山奥に棲息するため、そういった場所で美しい音色が聞こえた場合、それはチルタリスのハミングに他ならないと云われる。気質としては人懐こい部類に入り、心が通い合った人間に対しては、翼でそっと包み込みハミングを聴かせる。
『ルビー・サファイア・エメラルド』ではジムリーダーのナギの切り札として登場し、ミツルや四天王のゲンジの手持ちにも登場。「オメガルビー・アルファサファイア」ではそれらに加えて伝承者のヒガナも使用する。『ハートゴールド・ソウルシルバー』では、強化後のチャンピオンのワタルが使用する。『X・Y』ではライバルのセレナ/カルムと四天王のドラセナが使用。「スカーレット・バイオレット」ではジムリーダーのグルーシャがエースポケモンとして使用（テラスタルでこおりタイプに変える）する他、四天王のアオキも使用。
『ポケットモンスター オメガルビー・アルファサファイア』以降では、「メガチルタリス」へとメガシンカを遂げる。
メガチルタリス
体色は白みがかった水色に変化。羽毛は増殖して頭・首・背中全体をさらに覆い、真珠のような輝きを放つ。囀り声もさらに美しく、気質もさらに人懐こく物怖じしないものとなる。
メガシンカによってタイプはドラゴン・フェアリーになり、ドラゴンタイプ同士の殴り合いをされなくなった。特性は「フェアリースキン」に変化。能力は「こうげき」「とくこう」が大きく上昇、次いで「ぼうぎょ」が上昇する。
TVアニメ版では『アドバンスジェネレーション』第64話で野生のポケモンとして登場。トレーナーのポケモンとしてはジムリーダーのナギと四天王のゲンジが使用し、いずれもサトシのジュプトルと対戦している。前者はジュプトルのスピードに翻弄された挙句上空からの「リーフブレード」を叩き込まれ敗北、後者はジュプトルを上回るほどのスピードの差を見せつけて勝利。
『2019年版』では四天王のドラセナやルチアが使用しメガシンカも披露。前者は「コットンガード」でサトシのウオノラゴンの「こおりのキバ」のダメージを軽減するなどしたが（この戦法でシトロンは敗北したことがユリーカによって語られた）、ダメージの蓄積により最後はネギガナイトと相討ちになる。前者の声優は光部樹。後者の声優はピカチュウ役の大谷育江。
第8シリーズの63話ではジムリーダー・グルーシャのポケモンとして登場。テラスラル研修の応用テストでは2番手として登場し、リコのニャローテとバトルする。得意の飛行能力でニャローテの「でんこうせっか」をかわし連続で「ムーンフォース」で攻撃するも、ニャローテの蕾の鞭を足に引っ掛けられそのまま「アクロバット」を食らいダメージを受ける。最後はニャローテがくさテラスタルしたと同時にこおりテラスタルになり、「マジカルリーフ」を「れいとうビーム」で押し返して勝利（リコはグルーシャ（過去の出来事以来）の「結果が全て」により応用テスト不合格となってしまうが、66話でオレンジアカデミーを救ったことで合格となった）。65話ではロイやドットを助けるために登場。エクスプローラーズによって道を塞いだ岩を「つつく」で壊した。使用技は「ムーンフォース」「れいとうビーム」「つつく」。声優はルチアのと同様大谷育江。

## ザングース
| 分類: ネコイタチポケモン | タイプ: ノーマル         | 高さ: 1.3m   | 重さ: 40.3kg |
| 特性: めんえき           | かくれ特性: どくぼうそう | 進化前: なし | 進化後: なし |

マングースのような姿をしたポケモン。ハブネークとは先祖代々から続くライバル関係にあり、その記憶は体中の細胞に刻み込まれており、まさにハブネークとは対をなす存在である。体の至るところに赤い模様があるが、これは先祖の古傷の名残。普段は爪を納めて四足歩行で行動するが、戦闘体勢になると体毛が逆立ち後ろ足で直立し、前足の大きな鋭い爪と俊敏な動きを駆使して戦う。得意技は、爪で豪快に切り裂き時たま相手の防御力を下げる「ブレイククロー」。
『ルビー・サファイア』の入手方法においてもハブネークとは対をなす。『X・Y』でも対をなし、ザングースとハブネークの群れ（Xならザングース×4+ハブネーク、Yならハブネーク×4+ザングース）で登場する事があるが、こちらよりも1体で出た方に攻撃を優先する為、もう片方のゲットは困難を極める。
TVアニメ版では『アドバンスジェネレーション』48話で短パン小僧のキヨの手持ちポケモンとして登場。ムサシのハブネークとバトルし、一度は敗れるが、再戦で勝利。声優は真殿光昭。これ以外にも何度かゲストとして登場しており、特にシンジのヒコザルはザングースにトラウマを持っており、これがシンジがヒコザルを逃がすきっかけとなった。

## ハブネーク
| 分類: キバへびポケモン | タイプ: どく         | 高さ: 2.7m   | 重さ: 52.5kg |
| 特性: だっぴ           | かくれ特性: すりぬけ | 進化前: なし | 進化後: なし |

ハブのような姿のポケモン。3m近い体長だが普段は身体を上下ジグザグに縮めているため小さく見える。ザングースとは先祖代々ライバルであり対をなす存在。体の至るところに紫の模様があるが、これは先祖の古傷の名残。刀の形をした尻尾と猛毒の長い牙を武器として使用し、茂みにひっそりと隠れて近寄り獲物を襲う。固い岩で刀の尻尾を磨いで戦闘に備える。得意技は、毒が滲み出る尻尾の刃で相手を切りつけて攻撃する「ポイズンテール」。一定の割合で相手を「どく」状態にするだけでなく急所率も高い。
『エメラルド』ではバトルフロンティア内の施設のひとつ「バトルチューブ」にて、フロンティアブレーンのアザミが先鋒として使用する。また、「バトルチューブ」の形もハブネークである。『スカーレット・バイオレット』ではアカデミー教師のレホールが使用する。
『ルビー・サファイア』の入手方法においてもザングースとは対をなす。
TVアニメ版ではロケット団のムサシの手持ちポケモンとして登場。声優は佐藤智恵。また、フロンティアブレーンのアザミも使用。ムサシのハブネークとのハブネーク同士の対決で格の違いを見せ付け、ロケット団をあっさりと撃退した。
第8シリーズでは96話にてクネクネ団のスネーク（声 - 三木一眞）のポケモンとして登場。

## ルナトーン
| 分類: いんせきポケモン | タイプ: いわ/ エスパー | 高さ: 1.0m   | 重さ: 168.0kg |
| 特性: ふゆう           | かくれ特性: なし       | 進化前: なし | 進化後: なし  |

三日月のような形をしたポケモンで、満月の夜に活発に動き回る。隕石の落下現場で見つかったため、宇宙から飛来したポケモンだという噂がある。赤い瞳は見た者をすくませるほどの迫力があり、睨むだけで眠らせる。
TVアニメ版では『アドバンスジェネレーション』第87話に登場。バレータウンの付近に隕石に乗って宇宙より飛来したが、ポケモン不思議クラブ「PFC」との戦闘で体力を消耗していた為に「さいみんじゅつ」でバレータウンの住民を操り自身の身を守ろうとしていた。トクサネシティではトクサネシティジムリーダーのランの手持ちで登場。当ジムのバトルルールはダブルバトルのため、双子の弟・フウのソルロックと共に戦う。最後はサトシの策略で「かみなり」を身にまとったピカチュウとオオスバメに敗北。アニメでの登場回数はソルロックに比べると少ない。

## ソルロック
| 分類: いんせきポケモン | タイプ: いわ/ エスパー | 高さ: 1.2m   | 重さ: 154.0kg |
| 特性: ふゆう           | かくれ特性: なし       | 進化前: なし | 進化後: なし  |

太陽のような形をしたポケモンで、太陽光線をエネルギー源としている。無口なポケモンで騒音一つ立てずに空中を漂い、相手の考えを読み取る能力を持つ。戦いになると強い光を放ち、高速で回転しながら高熱も放つ。
TVアニメ版では『アドバンスジェネレーション』第63話に登場。聖なる森に存在するという名水が湧き出る泉の付近にて2週間前に隕石の飛来とともに出現し、それ以降泉から水が出なくなった元凶として付近の村に住む村人に誤解されていた（実際はロケット団の仕業であった）。また、トクサネシティではトクサネジムのジムリーダーのフウの手持ちで登場。当ジムのバトルルールはダブルバトルのため、双子の姉・ランのルナトーンと共に戦う。最後はサトシの策略で「かみなり」を身にまとったピカチュウとオオスバメに敗北。バトルピラミッドではフロンティアブレーンのジンダイが3番手で使用。「ねんりき」や「サイコウェーブ」といった強力なエスパー技で相手を受け流す戦法でサトシのゼニガメを苦しめ「ソーラービーム」で勝利し、フシギダネにも十分ダメージを与えるも「やどりぎのタネ」で体力を奪われ最後はお互いの「ソーラービーム」の打ち合いで引き分けた。このように、アニメでの登場回数はルナトーンに比べるとやや多い。

## ドジョッチ
| 分類: ひげうおポケモン     | タイプ: みず/ じめん       | 高さ: 0.4m   | 重さ: 1.9kg      |
| 特性: どんかん/ きけんよち | かくれ特性: うるおいボディ | 進化前: なし | 進化後: ナマズン |

ドジョウのような姿をしたポケモン。泥の中に姿を隠し、敏感な2本の髭を優秀なレーダーのように使って近寄ってくる獲物を察知する。体中のぬるりとした粘膜で黴菌を防いだり、ニョロモやウパーのように敵に捕まったときに逃げ出したりする。
TVアニメ版では当初ドジョッチが登場する話として、『アドバンスジェネレーション』第101話「ゆれる島の戦い! ドジョッチVSナマズン!!」が2004年11月4日放送分として予定されていた。だが、同年10月23日に新潟県中越地震が発生した影響で放送が延期され、現在に至るまで放送されていない。

## ナマズン
| 分類: ひげうおポケモン     | タイプ: みず/ じめん       | 高さ: 0.9m         | 重さ: 23.6kg |
| 特性: どんかん/ きけんよち | かくれ特性: うるおいボディ | 進化前: ドジョッチ | 進化後: なし |

ドジョッチの進化形でナマズのような姿をしたポケモン。
長く伸びたヒゲの先はカールしており、額には黄色いW型の模様がある。縄張り意識が強く、沼一つを自らの縄張りとする。暴れることで周囲5kmもの広範囲に及ぶ地震を引き起こすほか、自然現象としての地震を予知する能力も持つ。生き物であれば何でも好き嫌いなしに食べるくらいに大食らい。沼や池の底に潜る獲物は泥ごと丸呑みする。
『ルビー・サファイア』ではルネシティのジムリーダー、『エメラルド』ではチャンピオンのミクリが使用する。『エメラルド』でルネシティジムリーダーになったアダンも使用する。『ダイヤモンド・パール』ではシンオウ地方ポケモンリーグの四天王のキクノが使用する。『スカーレット・バイオレット』では四天王のチリが先発として使用する。
TVアニメ版では『アドバンスジェネレーション』第75話において、通常の個体よりも巨大なナマズンが池の主として登場。釣り名人を自称する老人・スーさんことスズムラはこのナマズンを長年追い続けている。決闘の末にスズムラが「マスターボール」を使ってゲットしようとするも飲み込んでしまい、サトシ達を唖然とさせた（後にハルカがゴンベにモンスターボールを飲み込まれても起動してゲットできたが、マスターボールが起動しなかった理由は不明）。ゲーム同様ジムリーダーのアダンも使用、サトシのヘイガニを倒したが、オオスバメに敗れた。なお、2004年11月4日放送予定の第101話「ゆれる島の戦い! ドジョッチVSナマズン!!」にも登場する予定だったが、新潟県中越地震の影響で放送延期となり、現在まで未放送のままである。これに伴い『DP』以降のシリーズからは現在に至るまであまり登場していない。
全国のポケモンセンターなどで、2007年3月21日から4月9日の間「やまもとのナマズン」の配布が『ポケモン☆サンデー』の企画として行われた。先に配布された「しょこたんのトロピウス」同様、「プレシャスボール」に入っている。

## ヘイガニ
| 分類: ごろつきポケモン               | タイプ: みず               | 高さ: 0.6m   | 重さ: 11.5kg       |
| 特性: かいりきバサミ/ シェルアーマー | かくれ特性: てきおうりょく | 進化前: なし | 進化後: シザリガー |

ザリガニのような姿をしたポケモン。もともとは外国に住んでいたが、ペットとして輸入される際、野生化して異常繁殖した。汚染した水でも生活ができるほど、非常に強靭な生命力を持つ。また、雑食性で好き嫌いせず何でも食べる。アローラに住む個体はトレーナーに手放された個体が野生と化し増殖していった設定となっている。キタカミに住む個体は他のポケモンと餌の奪い合いがなくなり増えていったらしい。
TVアニメ版ではサトシのポケモンとして登場。声優は小西克幸。そのほか、『ダイヤモンド&パール』112話では無人島に生息する野生の個体が登場。声優は阪口大助。

## シザリガー
| 分類: ならずものポケモン             | タイプ: みず/ あく         | 高さ: 1.1m       | 重さ: 32.8kg |
| 特性: かいりきバサミ/ シェルアーマー | かくれ特性: てきおうりょく | 進化前: ヘイガニ | 進化後: なし |

ヘイガニの進化形。額に星型の飾りがある。ヘイガニよりも獰猛性が増し、相手を見つけるとすぐに戦いを挑んでくるほどの荒々しい性格を持つ。バスラオを除き気に入らないポケモンのうち、池に棲むほかのものはハサミでつまんで平気で自身の池から排除する。そのためシザリガーが住む池にはバスラオ以外のポケモンが寄り付かなくなる。また、その性格からトレーナーの育成がとても難しいポケモンとされる。ハサミがもげると弱腰になり、川底の岩や流木の隙間などに身を隠しながら脱皮を待つ。脱皮した直後は甲羅がやわらかく、硬くなるまでの間も敵から身を守るために隠れ続ける。百戦錬磨のシザリガーには巨大なハサミにいくつもの傷跡が残るという。マケンカニのもげたハサミは食用に向くのに対し、シザリガーのもげたハサミは泥臭くて非常に不味い。
『エメラルド』では、ルネシティ・ジムリーダーのアダンが使用し、四天王のカゲツがサメハダーに代わって繰り出す。
TVアニメ版では『アドバンスジェネレーション』において、アクア団が使用した。第{152話ではナミダバシのポケモンとして登場し、サトシのヘイガニとバトルした。『ダイヤモンド&パール』ではミクリカップの参加者の1人・カイトの手持ちとして登場。『サン&ムーン』では野生の個体が登場。元々は森の池を独り占めする荒くれものだったが、バクガメスとバトルし敗北した後は改心して森のポケモンたちとも仲良くなった。そのためマーマネのクワガノンがZワザを使えるようにするために、カキと協力もした。